# Abe Fortas
Abraham "Abe" Fortas (Memphis, 19 de junho de 1910 – Washington, 5 de abril de 1982) foi um juiz norte-americano. Foi Associado de Justiça da Suprema Corte dos Estados Unidos de 1965 a 1969.
Nativo de Memphis, no Tennessee, Fortas se tornou professor de direito na Universidade Yale, e depois conselheiro da Comissão de Títulos e Câmbio dos Estados Unidos. Fortas trabalhou no Departamento do Interior dos Estados Unidos sob a administração do Presidente Franklin D. Roosevelt, e durante esse período o então presidente Harry S. Truman o nomeou para delegações que ajudaram a organizar os Estados Unidos em 1945.
Em 1948 Fortas representou Lyndon Johnson nas controversas eleições primárias democratas para o senado em 1948, ele criou laços com o futuro presidente. Fortas também representou Clarence Earl Gideon na Suprema corte em um caso que envolvia o direito a um advogado.
Fortas foi indicado para a Suprema Corte por Johnson, e manteve uma relação de trabalho próxima com o presidente, e em 1968 Johnson tentou fazer com que ele fosse Chefe de justiça, mas a nomeação foi obstruída em parte por problemas éticos que fizeram com que Fortas renunciasse da Corte. Fortas retornou para a prática de advocacia privada, as vezes aparecendo na corte junto com juízes com os quais havia trabalhado e o seu sucessor, Harry Blackmun.

## Juventude
Fortas nasceu em Memphis, Tennessee, filho de Rachael e William Fortas, um produtor de móveis. Ele era o mais novo de cinco filhos. Os seus pais eram judeus ortodoxos. O pai nasceu na Inglaterra, de pais russos e sua mãe nasceu na Rússia. Fortas adquiriu uma vida de amor pela música do seu pai, que o encorajou a tocar violino, e ficou conhecido em Memphis como "Fiddlin' Abe Fortas". Ele estudou em escolas públicas em Memphis, se formando na South Side High School em 1926. Ele mais tarde estudou na Southwestern em  Memphis, um colégio de artes liberal agora chamado de Faculdade de Rhodes, se formando em 1930.
Fortas deixou Memphis para entrar na Yale Law School. Ele se tornou editor do Yale Law Journal e se formou como o segundo da classe em 1933 (perdeu apenas para outro cidadão de Memphis, Luke Finlay). Um de seus professores, William O. Douglas, ficou impressionado com ele, e Douglas fez com que ele ficasse em Yale para se tornar um professor de direito assistente.

## Vida pessoal

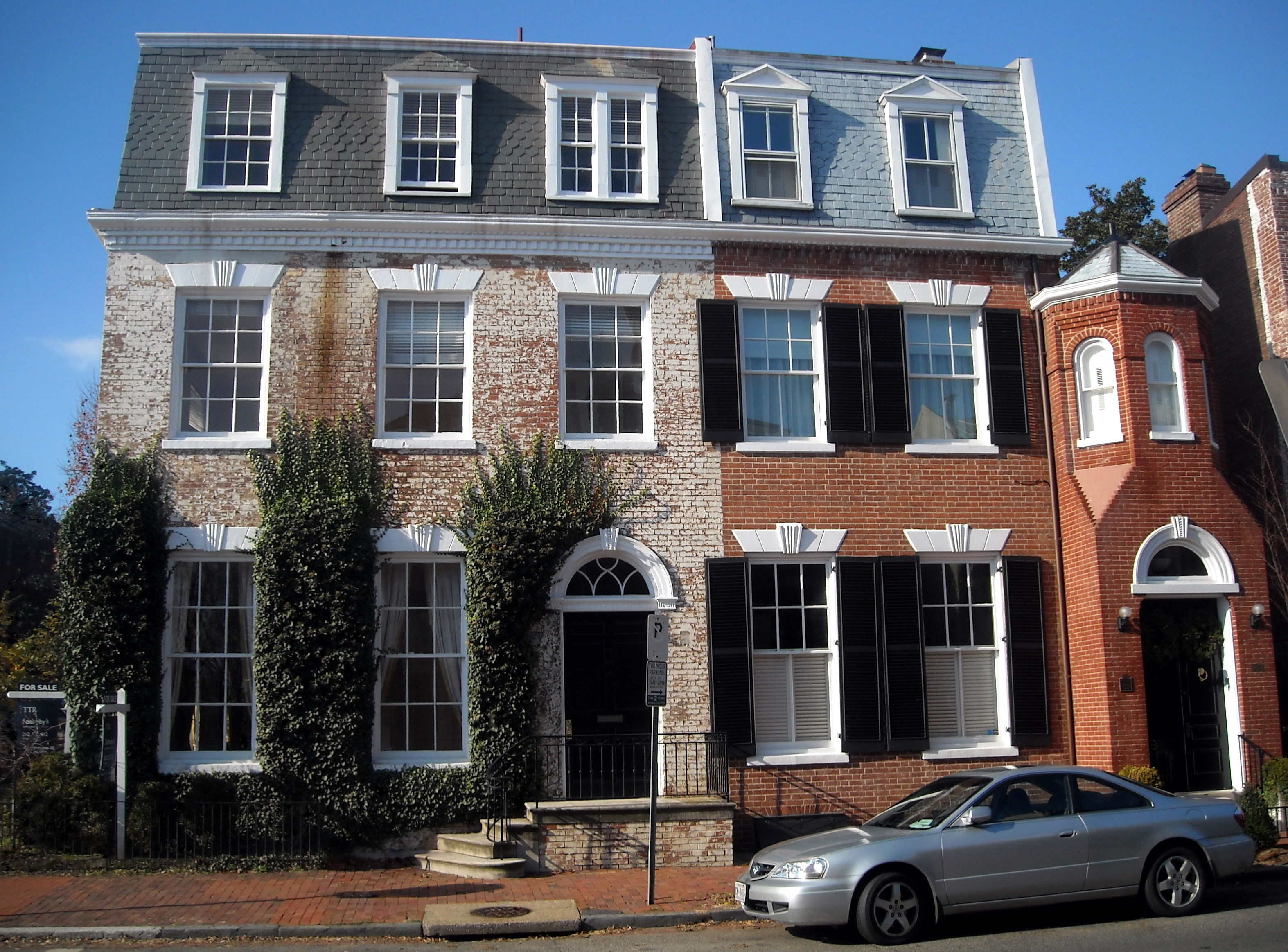
A antiga residência de Fortas (a esquerda) em Georgetown, Washington D.C.

Em 1935, Fortas se casou com Carolyn E. Agger, que se tornou uma advogado de impostos bem sucedida. Eles não tinham filhos, e após ele se tornar um Associado de Justiça, eles passaram a viver na área de Georgetown de Washington D.C.
Fortas era um músico amador que tocava violino em um quarteto. É dito que músicos notáveis passavam pela cidade, tais como Isaac Stern. Fortas era um bom amigo do primeiro governador democraticamente eleito de Porto Rico, Luis Muñoz Marín, chamado por ele de "uma figura espetacularmente ótima". Fortas visitava a ilha frequentemente, geralmente sendo patrocinado pelos interesses locais no congresso, participou da elaboração da Constituição de Porto Rico, e deu conselhos jurídicos a administração de Marín quando este lhe pedia.
O ator porto-riquenho José Ferrer interpretou Fortas no filme Gideon's Trumpet (1980).

## Carreira jurídica
Fortas serviu como conselheiro geral da Public Works Administration e como subsecretário do interior sobre a administração de Franklin D. Roosevelt. Enquanto ele estava trabalhando para o Departamento do Interior, o Secretário do Interior Harold L. Ickes, o apresentou a um jovem congressista do Texas, que se chamava Lyndon Johnson. Em 1945, Fortas foi autorizado a deixar o Departamento do Interior para se unir as Forças Armadas dos Estados Unidos. De acordo com sua biografia oficial, Fortas foi dispensado devido a um caso de tuberculose ocular. Mais tarde em 1945, ele foi nomeado pelo presidente Harry Truman como um conselheiro na delegação dos Estados Unidos durante a reunião organizacional das Nações Unidas em São Francisco e na Assembleia Geral de 1946 realizada em Londres.
Em 1946, após deixar o serviço público, Fortas fundou uma firma de advocacia, chamada Arnold & Fortas, junto com Thurman Arnold. O antigo comissário da Comissão Federal de Comunicações Paul A. Porter se juntou a firma em 1947, e após a nomeação de Fortas para a Suprema Corte, a firma foi renomeada para Arnold & Porter. Por muitos anos, essa firma foi uma das mais influentes de Washington, e hoje está entre uma das maiores firmas de advocacia do mundo.
Em 1948, Lyndon Johnson concorreu para a nomeação democrata para uma das duas cadeiras do Senado americano para o Texas. Johnson venceu as primárias democratas por apenas 87 votos de diferença. O seu oponente, que já havia sido governador do Texas Coke R. Stevenson, persuadiu um juiz federal a criar um processo para que o nome de Johnson fosse cortado das eleições gerais enquanto os resultados das primárias estavam sendo contestados. Houve serias alegações de corrupção, incluindo duzentos votos para Johnson que foram colocados em ordem alfabética. Johnson pediu ajuda a Fortas, e Fortas persuadiu o Associado de justiça, Hugo Black a derrubar a decisão e Johnson venceu as eleições gerais se tornando senador.
Durante Ameaça vermelha no final da década 1940 e início da década de 1950, Fortas foi destaque novamente como advogado de defesa de Owen Lattimore. Em 1950, Fortas frequentemente discordava do senador Joseph McCarthy quando representava Lattimore para o Tydings Committee, e também para para o Subcomitê de Segurança Interna do Senado.

### Caso Durham v. United States
Fortas era conhecido nos círculos de Washington por ter um interesse em psiquiatria, que na época era algo controverso. Em 1953, esse interesse levou ele a representar o indigente Monte W. Durham, cuja defesa de insanidade tinha sido rejeitada em uma corte baixa dois anos antes, em um caso da Corte de Apelações dos Estados Unidos.
A defesa de Durham havia sido rejeitada porque a corte Distrital tinha-lhe aplicado as Regras de M'Naghten, pedindo para que a defesa comprovasse que o acusado não sabia a diferença entre certo e errado para que o status de insanidade fosse aceito. Adotado pela Câmara dos Lordes Britânica em 1843, gerações antes das origens da psiquiatria moderna, esse teste ainda estava em vigor na cortes americanas mais de um século depois.
O efeito dessa regra foi excluir os testemunhos psiquiátricos quase inteiramente do processo legal. Em um ponto crítico no direito americano, a Corte de Apelações aceitos o pedido de Fortas para abandonar a regra de M'Naghten e para permitir que o testemunho e as evidências garantissem o estado mental do acusado.

### Caso Gideon v. Wainwright
Em 1963, Fortas representou, Clarence Earl Gideon em sua apelação para a suprema corte. Gideon, era um homem pobre da Flórida, que havia sido acusado de invadir um salão de bilhar. Ele não podia pagar um advogado, e nenhum havia sido requisitado para ele quando ele pediu por um. A decisão final da Suprema Corte no caso Gideon v. Wainwright, foi que sob as regras da Sexta Emenda o estado deveria fornecer um advogado para pessoas que não tivessem condições de pagar por um. Fortas acabou sendo requisitado para representar Gideon.

## Associado de Justiça

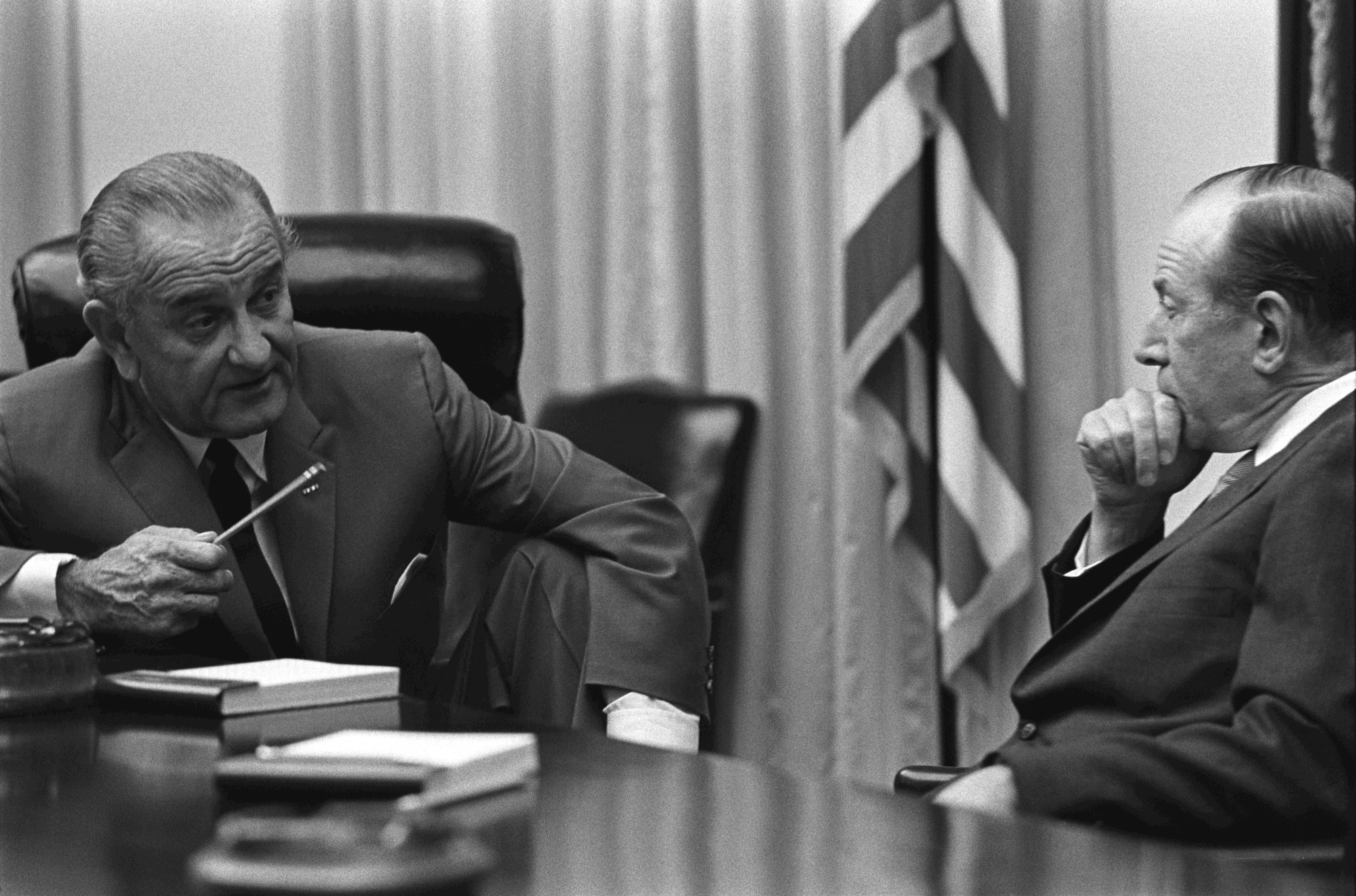
Abe Fortas (a direita) conversando com o Presidente dos Estados Unidos Lyndon Johnson em 1968

Em 1965, Lyndon Johnson, então presidente dos Estados Unidos, persuadiu o Associado de Justiça na Suprema Corte, Arthur Goldberg, a renunciar a sua cadeira para se tornar Embaixador dos Estados Unidos na ONU porque ele queria que Fortas assumisse uma vaga. Johnson pensou que algumas das suas reformas (Grande Sociedade) seriam consideradas inconstitucionais pela Corte e sentiu que Fortas iria deixar ele saber quando isso estava para acontecer. Johnson e Fortas colaboram-se entre si enquanto Fortas era um Associado de Justiça. Além disso, Fortas escreveu parte do Discurso sobre o Estado da União de Johnson de 1966.
Na Corte, Fortas era particularmente preocupado com os direitos das crianças. Em 1968, Fortas escreveu um livro chamado Concerning Dissent and Civil Disobedience, que foi publicamente criticado pelo historiador Howard Zinn em seu livro Disobedience and Democracy: Nine Fallacies on Law and Order.

### Direitos das Crianças e Estudantes
Durante o seu tempo na corte, Fortas liderou uma revolução na justiça juvenil americana, ele amplamente estendeu a lógica da Corte sobre o devido processo legal e procedimentos para menores e mexendo com o paradigma existente de parens patriae em que o estado "usurpava" o papel parental. Escrevendo a opinião da maioria da Corte na decisão do caso Kent v. United States (1966), o primeiro caso da Suprema Corte que tratou de um processo de cortes juvenis, Fortas sugeriu que o sistema existente seria "o pior nos dois mundos."
Fortas elaborou no ano seguinte a sua crítica no caso In re Gault (1967). O caso se tratava de um garoto de 15 anos de idade que foi sentenciado a seis anos (até seu aniversário de 21 anos) de reclusão na Escola Estadual e Industrial do Arizona por fazer ligações obscenas para o vizinho. Se ele fosse um adulto, a punição máxima que ele teria recebido seria uma multa de cinquenta dólares ou dois meses na cadeia.
Dois anos mais tarde, Fortas escreveu outra decisão marcante no direito das crianças com a decisão no caso Tinker v. Des Moines Independent Community School District, envolvendo dois estudantes do colegial que haviam sido suspensos por usar duas braçadeiras pretas na escola para protestar contra a Guerra do Vietnã. Estendendo o direitos da Primeira Emenda para estudantes pela primeira vez, Fortas escreveu naquela ocasião que "nem estudantes nem professores deveriam ter seus direitos de liberdade de expressão derrubados no ambiente escolar".

### Nomeação para ser Chefe de Justiça
Quando o Chefe de Justiça Earl Warren anunciou sua aposentadoria em junho de 1968, Johnson indicou Fortas para substituí-lo. Entretanto, a forma com que a Corte de Warren agia juridicamente irritava muitos membros conservadores do senado, e a nomeação de Fortas foi a primeira oportunidade desses senadores de demonstrar o seu descontentamento com a direção da corte; eles planejavam obstruir a indicação de Fortas. O membro do comitê jurídico do Senado James Eastland declarou para Johnson que "nunca tinha tido um sentimento negativo de um homem tanto quanto tinha contra Fortas". Fortas foi  o primeiro nome indicado que apareceu no senado e teve questionamentos sobre a sua relação com o Presidente Johnson, que havia consultado Fortas frequentemente sobre assuntos políticos enquanto era associado de justiça da Suprema Corte.

#### Pagamentos de Universidades Americanas
O dinheiro de quinze mil dólares que Fortas recebeu por nove palestras da Washington College of Law se tornou uma controvérsia. O dinheiro não vinha da universidade, mas de recursos privados que representavam interesses comerciais de quarenta companhias; O senador Strom Thurmond criou a concepção de que casos envolvendo essas companhias poderiam ir até a corte e que Fortas não seria objetivo. Mesmo que o valor fosse legal, o tamanho dele criavam preocupações sobre a regra de que a Suprema Corte deveria ser livre de interesses privados. Os quinze mil dólares representavam mais de 40% do salário de um associado de justiça da Suprema Corte na época e foi sete vezes maior do que um palestrante de qualquer universidade americana já havia recebido.

#### Votação de debate
Mesmo sabendo desse problema, o Presidente Johnson decidiu ajudar Fortas a ganhar os votos majoritários, apenas para salvá-lo. Um dos assessores de Johnson, Joseph Califano, escreveu:
"Não desistiremos da indicação. Eu não farei isso com o Abe." Mesmo que ele não tivesse dois terços dos votos, Johnson disse que nós poderíamos obter uma maioria para Fortas. "Com uma maioria para  a Abe, ele poderá ficar na Corte de cabeça erguida. Temos que fazer isso por ele." Fortas também procurava obter os votos majoritários.... Em 1° de outubro, depois de altos esforços da Casa Branca, uma maioria de  45 votos a 43 dos senadores votou para que Fortas fosse chefe de justiça, menos que os 67 votos necessários, mas a maioria que LBJ queria dar para Fortas. Mais tarde no mesmo dia, Fortas pediu para que o presidente descartasse sua indicação.
O debate para a nomeação de Fortas durou menos de uma semana, liderados pelos republicanos e pelos democratas sulistas, conhecidos como Dixiecrats. O senador republicano John Cornyn destacou em 2003 que muitos dos senadores que se opuseram Fortas na época não estavam conduzindo um obstrucionismo perpétuo e não estavam tentando impedir que uma votação ascendente ou descendente final ocorresse. A obstrução a Fortas se tornaria uma questão partidária para as futuras gerações, com um debate de que Fortas teria sido confirmado em uma votação acirrada. A votação de Fortas é vista como um precedente para outras obstruções ocorridas nas indicações judiciais.
Em 1968, as regras exigiam a aprovação por dois terços dos senadores presentes para encerrar debate (a regra mais tarde foi alterada para que fossem necessários os votos de três quintos dos senadores, ou sessenta senadores de cem). A votação de 45 a 43 a favor de Fortas incluíram dez republicanos e trinta e cinco democratas votando a favor da nomeação e vinte e quatro republicanos e dezenove democratas contra. Os doze outros senadores, todos democratas, se abstiveram de votar. O The New York Times escreveu sobre a votação a favor: "Por causa das correntes incomuns da votação de hoje, seria difícil determinar se os apoiadores de Fortas teriam a mesma maioria se fosse uma votação de confirmação direta." O presidente seguinte, o republicano Richard Nixon, indicou Warren Burger para ser o Chefe de Justiça. David Leonhardt do New York Times chamou a indicação de Johnson para Fortas de "um dos maiores erros na política americana moderna," já que o cargo de Chefe de Justiça desde então foi de juízes conservadores nomeados por presidentes republicanos.

### Escândalo ético e renúncia
Fortas permaneceu na Suprema Corter, mas em 1969, um novo escândalo surgiu. Um de que Fortas tinha aceito uma quantia de vinte mil dólares (cento e vinte e nove mil duzentos e setenta e quatro dólares de 2016.) de uma fundação familiar do acionista de Wall Street, Louis Wolfson, um amigo e antigo cliente de Fortas, em janeiro de 1966. Fortas tinha assinado um contrato com a fundação de Wolfson. Em troca de conselhos, era para se pagar para Fortas vinte mil dólares pelo resto de sua vida (e de sua viúva no resto da vida dela no caso de sua morte). Wolfson na época estava sendo investigado por violações a segurança, e era alegado que ele esperava que sua relação com Fortas iria ajudá-lo a ser absolvido de acusações criminais ou a garantir um perdão presidencial. Ele pediu a Fortas para ajudá-lo a conseguir um perdão de Johnson, o que Fortas sustentava que ele não fez. Fortas se absteve do caso de Wolfson quando este foi julgado na Corte e havia mais cedo havia retornado o retentor mas não até que Wolfson foi indiciado duas vezes.
Fortas renunciou de sua cadeira na Corte no dia 14 de maio de 1969. Em 1970, Louis Wolfson Sub-repticiamente gravou uma ligação telefônica particular dele com Fortas. As documentações escritas da ligação foram reveladas pelo advogado de Wolfson, Bud Fensterwald, ao repórter do Washington Post, Bob Woodward em 1977. O Washington Post consequentemente publicou muitos parágrafos das documentações, incluindo linguagens de que Fortas poderia ter falado com LBJ sobre um perdão para Wolfson, mas não existem evidências de que tenha existido uma intervenção voluntária de um amigo. Já que Wolfson  foi acusado de violar seguridades federais após um ano na prisão.
A administração do novo presidente, Richard Nixon, soube da situação de Wolfson quando um repórter da Life começou a investigar a história. O diretor do FBI, J. Edgar Hoover, também mencionou um "evasão fiscal" que Fortas havia tido com outros juízes, e Nixon concluiu que Fortas "não deveria estar lá." Quando o Chefe de Justiça Earl Warren foi informado do incidente pelo procurador-geral John N. Mitchell, ele persuadiu Fortas a renunciar para proteger a reputação da Corte e evitar um demorado processo de impeachment, que estava em sua fase inicial.
A reputação jurídica de Fortas já havia sido afetada pelas consultas de Johnson e pelo escândalo das Universidade Americanas. O associado de justiça Hugo Black também pediu para que Fortas renunciasse, mas quando Fortas disse que isso "mataria" a esposa dele, Black mudou de ideia e pediu para que ele não renunciasse. Fortas decidiu que renunciar seria melhor para a sua carreira jurídica e para a de sua esposa. William J. Brennan disse mais tarde, "Nós ficamos paralisados." Fortas mais tarde disse que havia "renunciado para salvar Douglas," se referindo a William O. Douglas que estava sendo investigado por um escândalo similar na época.
O Presidente Nixon eventualmente indicou para ocupar a sua cadeira Harry Blackmun, após as nomeações de Clement Haynsworth and George Harrold Carswell terem falhado. Seu assento ficou vago durante todo o período de 1969 a 1970. Após a renúncia de Fortas, não houve associados de justiça judeus até a nomeação de Ruth Bader Ginsburg em 1993.

## Últimos anos
Rejeitado pela poderosa firma de advocacia que já havia fundado em Washington, Fortas fundou outra firma, a Fortas e Koven, e manteve uma carreira jurídica de sucesso até a sua morte em 1982. Entretanto, sua esposa, Carolyn Agger, ficou na sua firma original, em parte pelo fato de Fortas ter renunciado, em parte para manter o seu emprego na mesma. No ano seguinte a sua renúncia, ele recusou uma oferta para publicar suas memórias.
Na Fortas & Koven, Fortas também manteve dois clientes não pagantes: Pablo Casals e Lyndon Johnson, de quem ele era grande amigo e a quem ele visitou no Texas, respectivamente. Fortas foi perguntado se podia doar seus papéis para a Johnson's presidential library por Lady Bird Johnson, mas ele quis que suas correspondências com Johnson fossem sempre mantidas em confidência. De acordo com o parceiro Howard Koven, Fortas uma vez consultou Martin Scorsese sobre a legalidade de uma linguagem que Scorsese queria usar em um filme.
Fortas faleceu de ruptura na artéria aorta em 5 de abril de 1982, e o seu memorial foi feito no Kennedy Center, com Isaac Stern e Lady Bird Johnson apresentando-o.